# Wassenach
Wassenach é um município da Alemanha localizada no distrito de Ahrweiler, na associação municipal de Verbandsgemeinde Brohltal, no estado da Renânia-Palatinado.

## Política
|      | SPD | CDU | FWG | Total       |
| 2009 | 4   | 7   | 5   | 16 Cadeiras |
| 2004 | 3   | 8   | 5   | 16 Cadeiras |